# Târgoviște
Pour les articles homonymes, voir Targovichté (Bulgarie).
 (février 2013).
Si vous disposez d'ouvrages ou d'articles de référence ou si vous connaissez des sites web de qualité traitant du thème abordé ici, merci de compléter l'article en donnant les références utiles à sa vérifiabilité et en les liant à la section « Notes et références ».
Târgoviște est le chef-lieu du județ de Dâmbovița, Roumanie, sur la rive droite de la Ialomița. Elle comptait 73 964 habitants en 2011. Résidence royale et capitale entre 1396 et 1714, la ville a tenu pendant plus de trois siècles le statut de centre économique, politico-militaire et culturel-artistique le plus important de la Roumanie.

## Toponymie
Le nom Târgoviște est un nom slave que la ville a acquis au Moyen Âge. Il est dérivé du vieux slavon pour "marché", se référant à l'endroit plutôt qu'au marché lui-même.
Le nom se trouve dans la toponymie non seulement dans les régions slaves du sud (en bulgare :Търговище , en serbe : Трговиште et en croate Veliko Trgovišće), mais aussi en slave occidental comme en slovaque: Trhovište , en tchèque: Trhoviště ou en polonais: Targowica. De plus, des lieux portant le même nom se trouvent en Roumanie, dans les régions d'Olténie, du Banat et de Moldavie.

## Histoire
Bien que Johannes Schiltberger mentionne le lieu en 1396 dans ses Souvenirs de voyage, Târgoviște ne devient résidence princière et capitale de la principauté de Valachie, probablement que sous Mircea l'Ancien (Mircea cel Bătrân), lors de la construction de la cour royale (Curtea Domnească). La ville sera, de 1418 à 1659, la dernière capitale de la Valachie avant Bucarest. A cette époque, les quatre évangiles de Targovichté ont été imprimés.
Vlad III l'Empaleur (Vlad Țepeș) y bâtit la tour de Chindia, qui est aujourd'hui le symbole de la ville. Michel Ier le Brave (Mihai Viteazul) y défait les Ottomans dans la décisive bataille de Târgovişte en 1597.
À partir de 1565, pendant les deux siècles suivants, les dirigeants valaques ont alterné la capitale entre Târgoviște et Bucarest, souvent pour des raisons politiques, la première étant préférée par les dirigeants plus amicaux envers la Transylvanie et le roi de Hongrie. Tout au long des XVe et XVIe siècles, Târgoviște était une plaque tournante commerciale majeure, en particulier avec la Pologne, Brașov et Sibiu.
En tant que capitale de la Valachie, Târgoviște a fait face à de nombreux sièges et invasions. En 1395, elle fut assiégée et incendiée par Bayezid Ier. En 1457, les habitants de Târgoviște sont punis par Vlad III pour leur implication dans l'assassinat de son frère : l'élite de la ville est tuée, tandis que les jeunes sont envoyés travailler dans la citadelle de Poenari.
Après que la capitale a finalement été déplacée à Bucarest sous le règne de Constantin Brancovan, en 1659, Târgoviște perd de son importance tant économique que démographique.
Târgoviște a été le site du procès et de l'exécution de Nicolae Ceaușescu et sa femme Elena le 25 décembre 1989 pendant la Révolution roumaine.

## Politique
| Parti | Parti                           | Conseillers |
| ----- | ------------------------------- | ----------- |
|       | Parti social-démocrate (PSD)    | 12          |
|       | Parti national libéral (PNL)    | 5           |
|       | Union sauvez la Roumanie (USR)  | 2           |
|       | Parti Mouvement populaire (PMP) | 1           |
|       | Pro Romania (PRO)               | 1           |

## Économie
Principales industries lourdes :
- Mechel Târgoviște (ro) (filiale de Mechel) : métallurgie et mécanique
- Oțelinox Târgoviște (ro) (Groupe Samsung) : laminage, acier inoxydable
- Upet (ro) : fourniture pour l'industrie pétrolière
- Erdemir : aciérie
- Romlux (ro) : luminaires (ampoules)
- Rondocarton (ro) : cartonnage
- Mondial (ro) : céramiques et porcelaines (groupe Villeroy & Boch)

Centres commerciaux : Kaufland, Red Market et Mega Image (Groupe Delhaize), Dm-drogerie markt, Profi (ro) (Groupe Delhaize), Praktiker, Plus (en), Penny Market, Penny Market XXL, Ethos (ro), Dedeman (ro).

## Villes jumelées
- Targovichté (Bulgarie)
- Trakai (Lituanie)
- Orvault (France)
- Miami (États-Unis)
- Corbetta (Italie)
- Santarém (Portugal)
- Vellinge (Suède)

## Natifs de Târgoviște
- Vlad III l'Empaleur (1431-1476), prince de Valachie.
- Ion Heliade Rădulescu (1802-1872), écrivain, philologiste, homme politique.
- Grigore Alexandrescu (1810-1885), poète
- Theodor Stolojan (1943), économiste, homme politique.
- Maria Magdalena Dumitrache (1977-), championne olympique d'aviron.
- Bogdan Pătrașcu (1979-), footballeur.
- Sorana Cîrstea, (1990-), joueuse de tennis

## Galerie

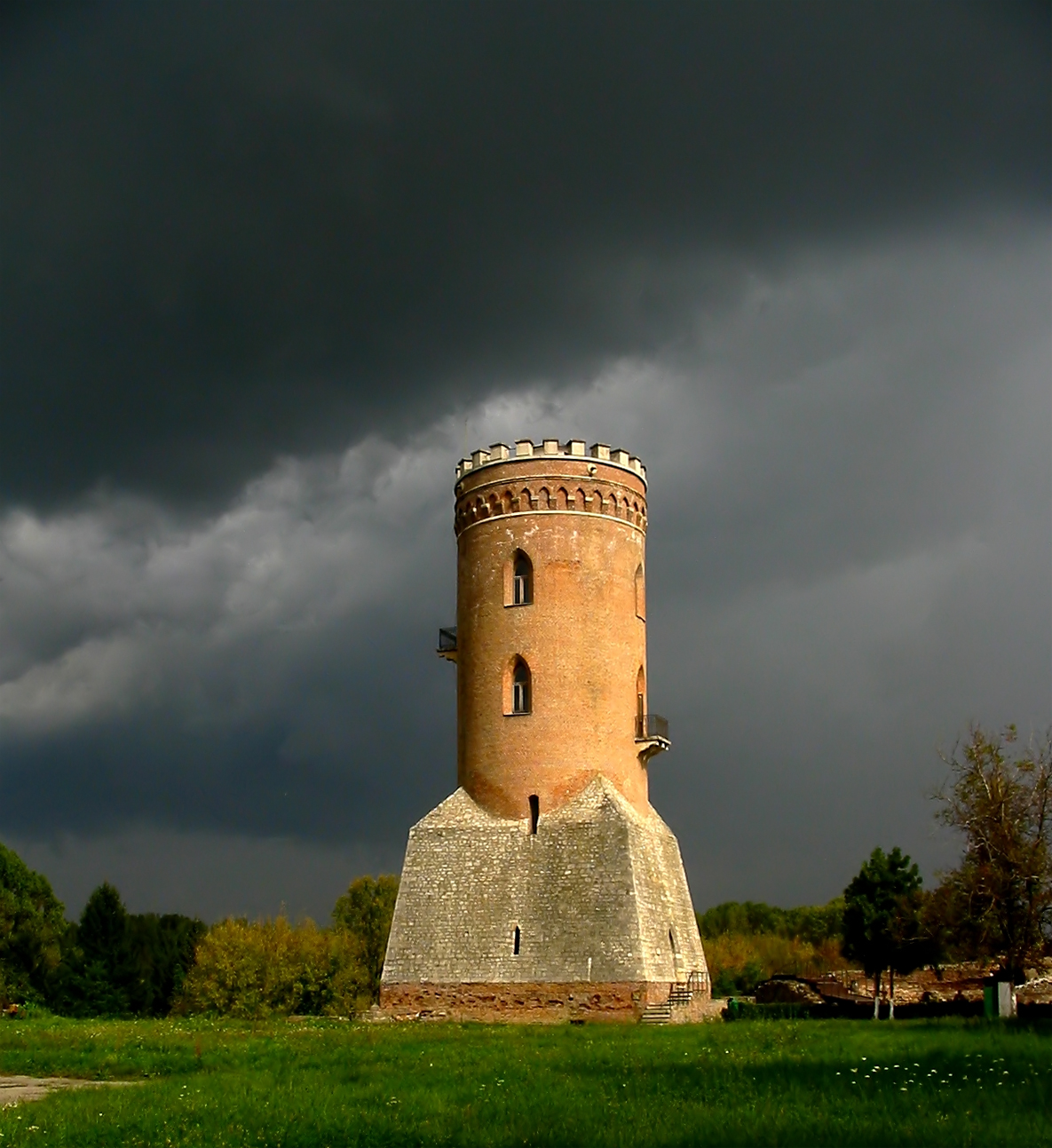
La tour de Chindia, symbole de la ville.
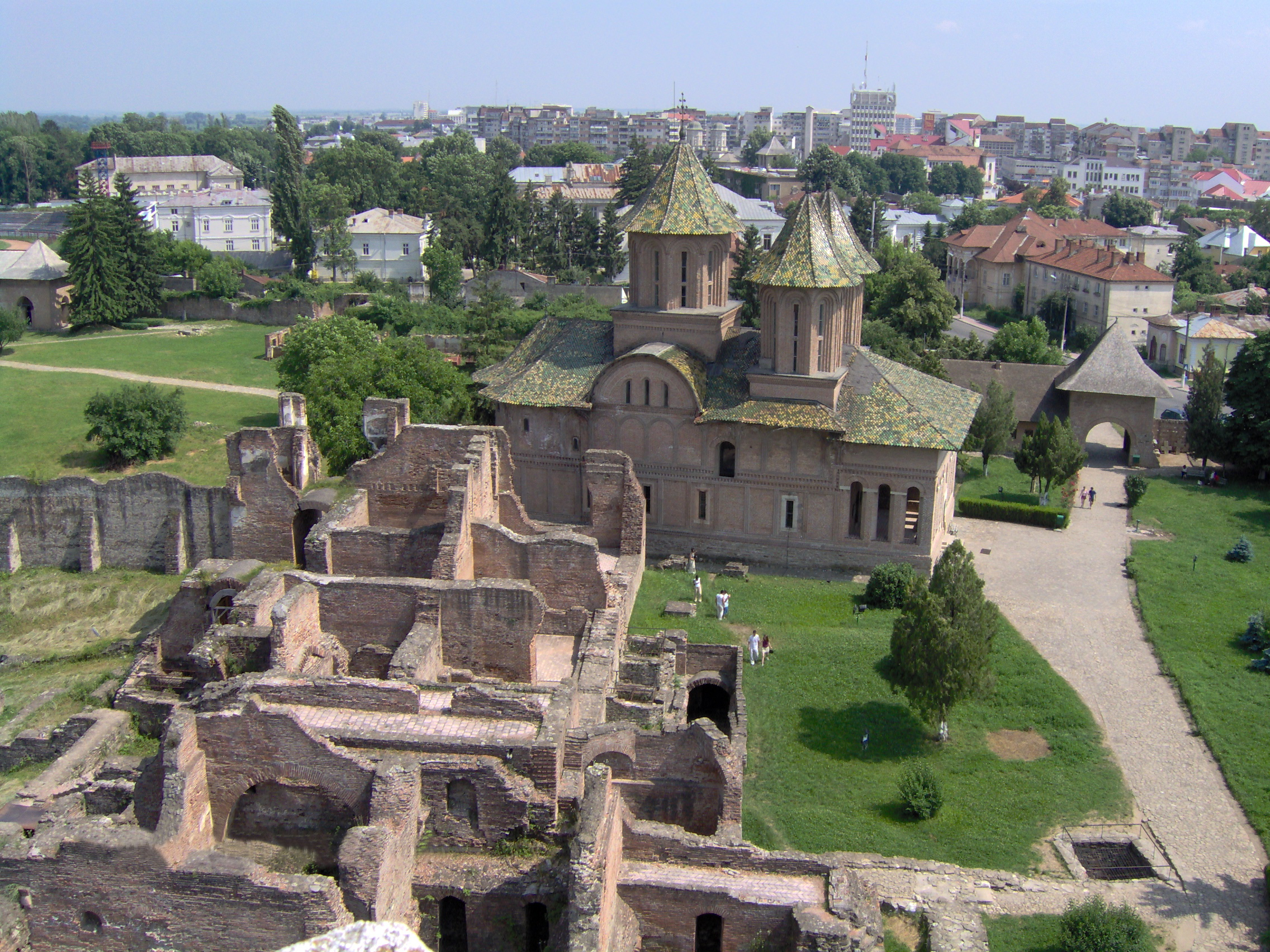
La cour princière
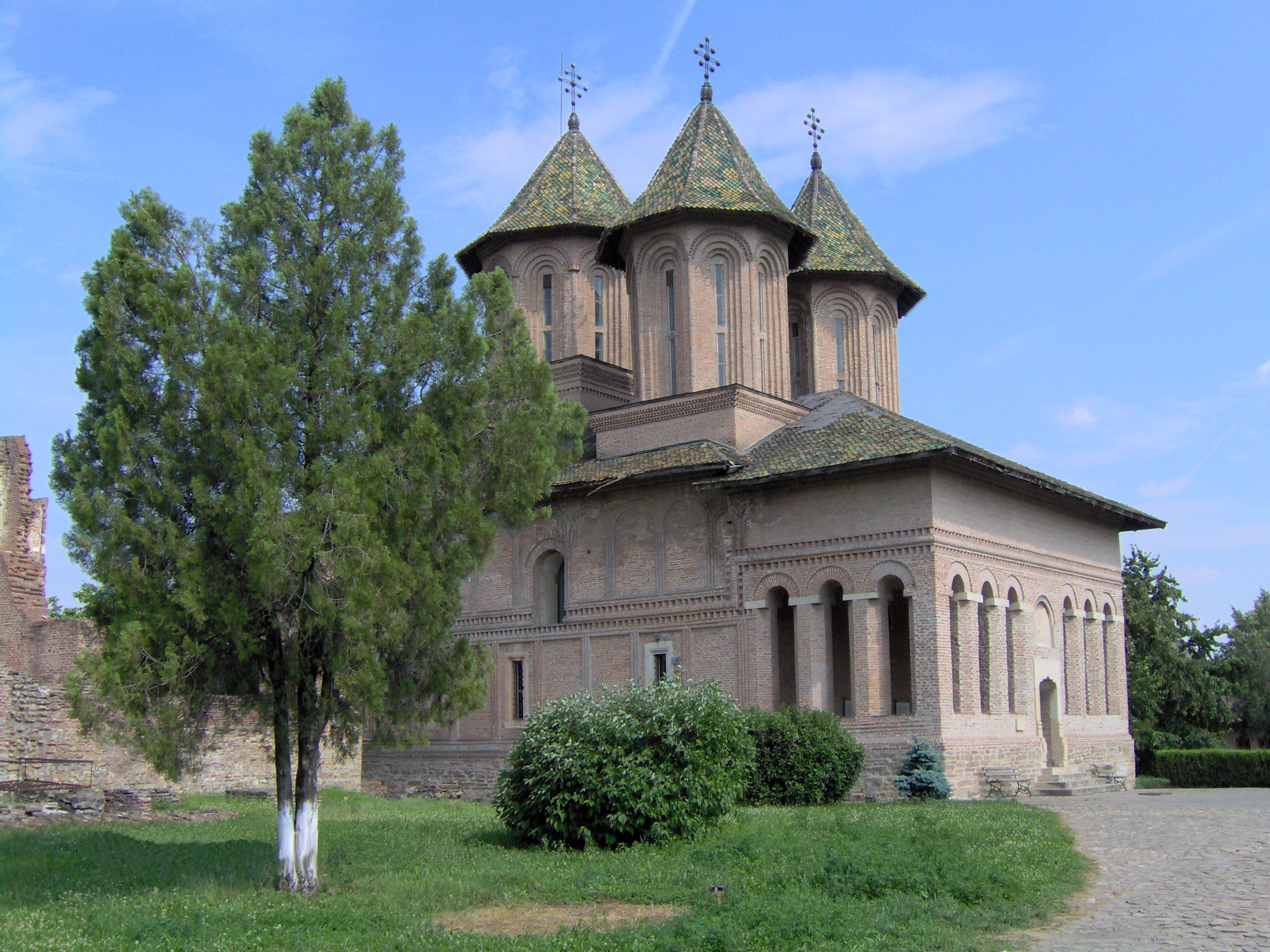
L'église princière de Targoviste
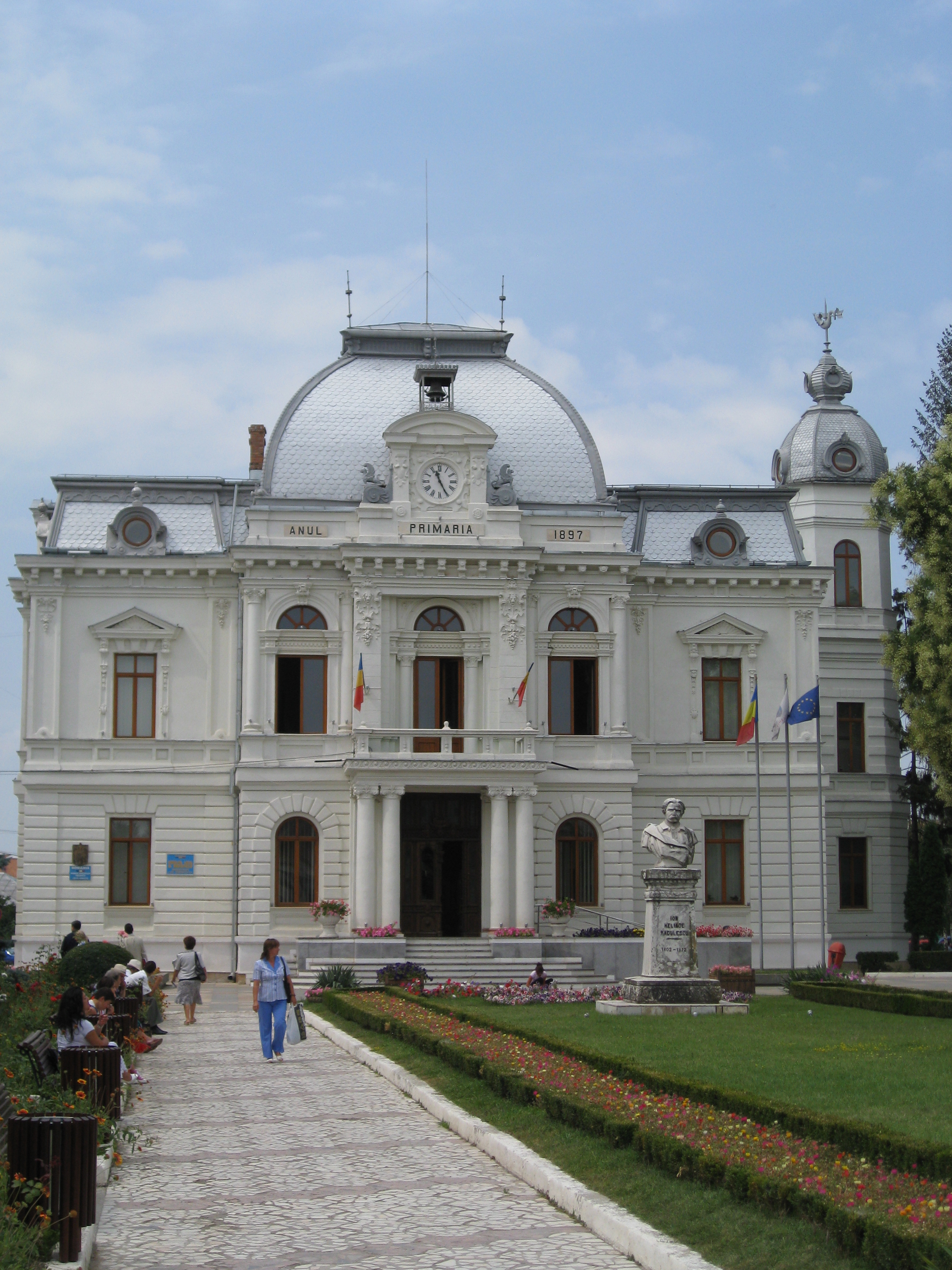
L'hôtel de ville
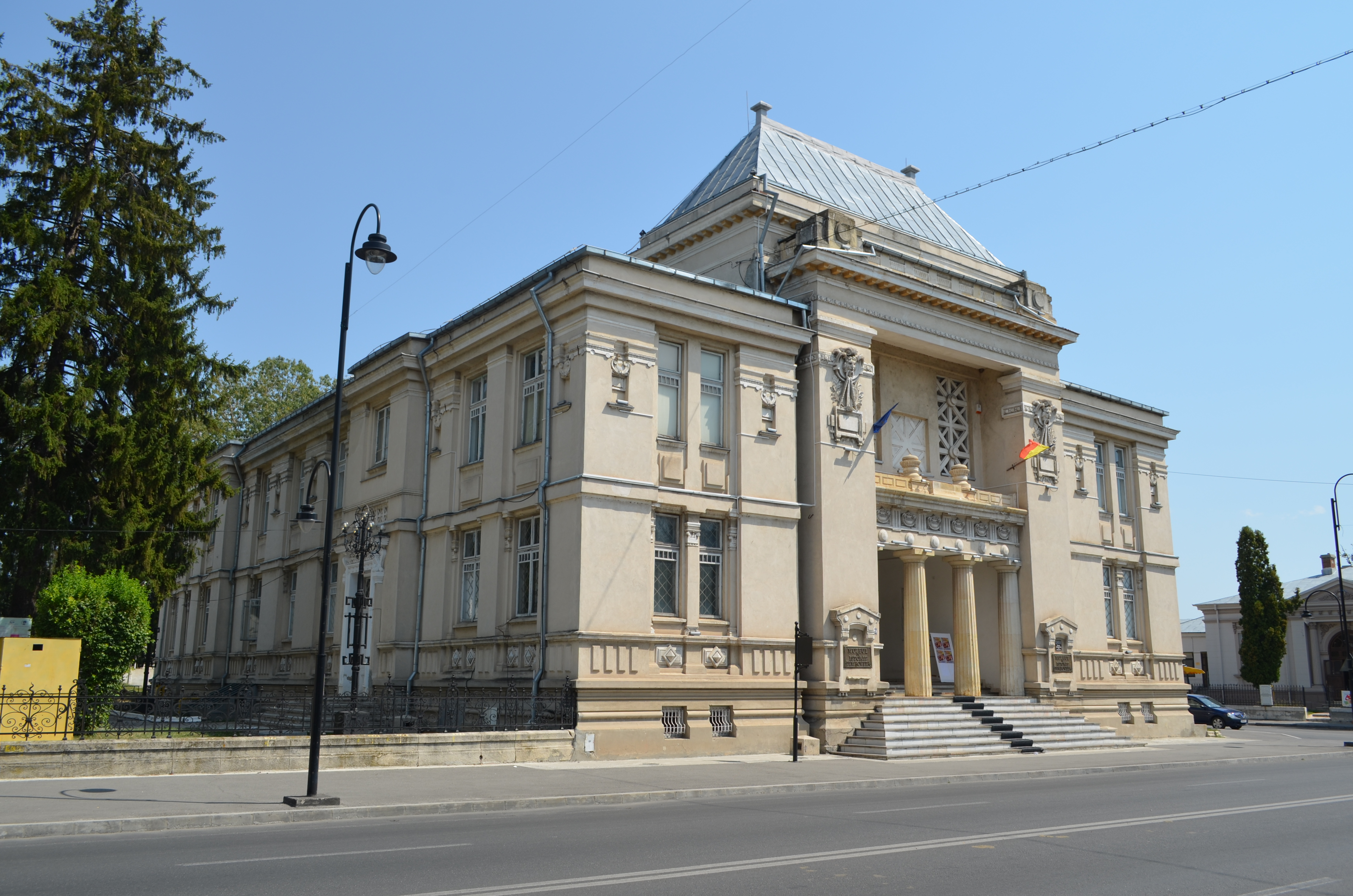
Musée d'histoire
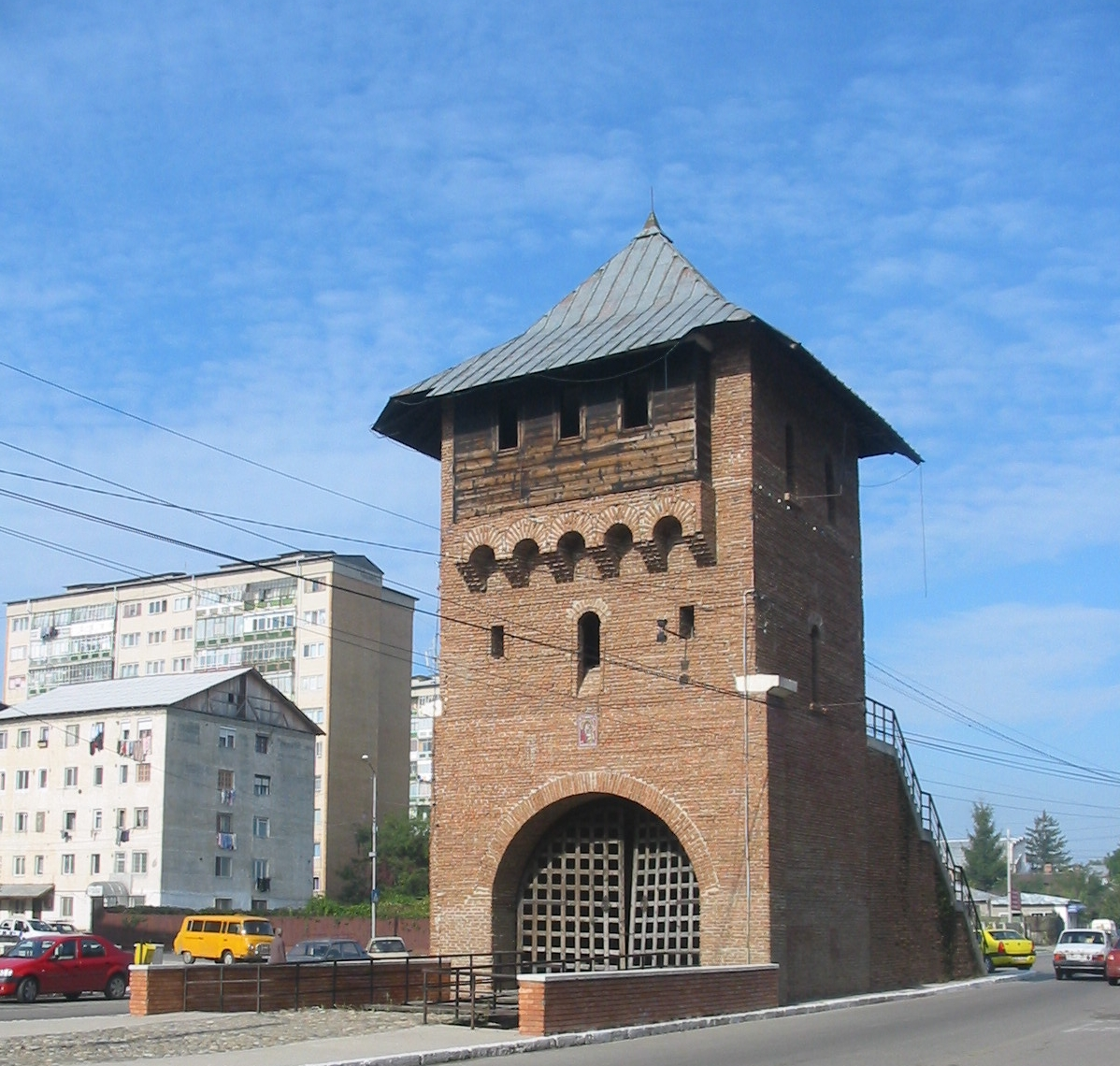
Porte de Bucarest